# Spoorlijn Versailles - Bouafle
De Spoorlijn Versailles - Bouafle was een Franse spoorlijn aan de westkant van Parijs van Versailles naar Bouafle. De lijn was 38 km lang.

## Geschiedenis
De lijn werd aangelegd door de Compagnie des chemins de fer de grande banlieue en in twee gedeeltes geopend, van Versailles naar Maule in 1899 en Maule naar Bouafle in 1909. In 1913 werd de hele lijn op normaalspoor gebracht om beter aan te sluiten op de overige lijnen van de CGB.
In 1938 werd de lijn tussen Versailles en Noisy stilgelegd, gevolgd door het gedeelte tussen Noisy en Bouafle in 1944. De lijn is vervolgens opgebroken.

## Aansluitingen
In de volgende plaatsen was er een aansluiting op de volgende spoorlijn:
Bouafle
lijn tussen Saint-Germain-en-Laye en Magny-en-Vexin